# Kreuzweg (Pleystein)

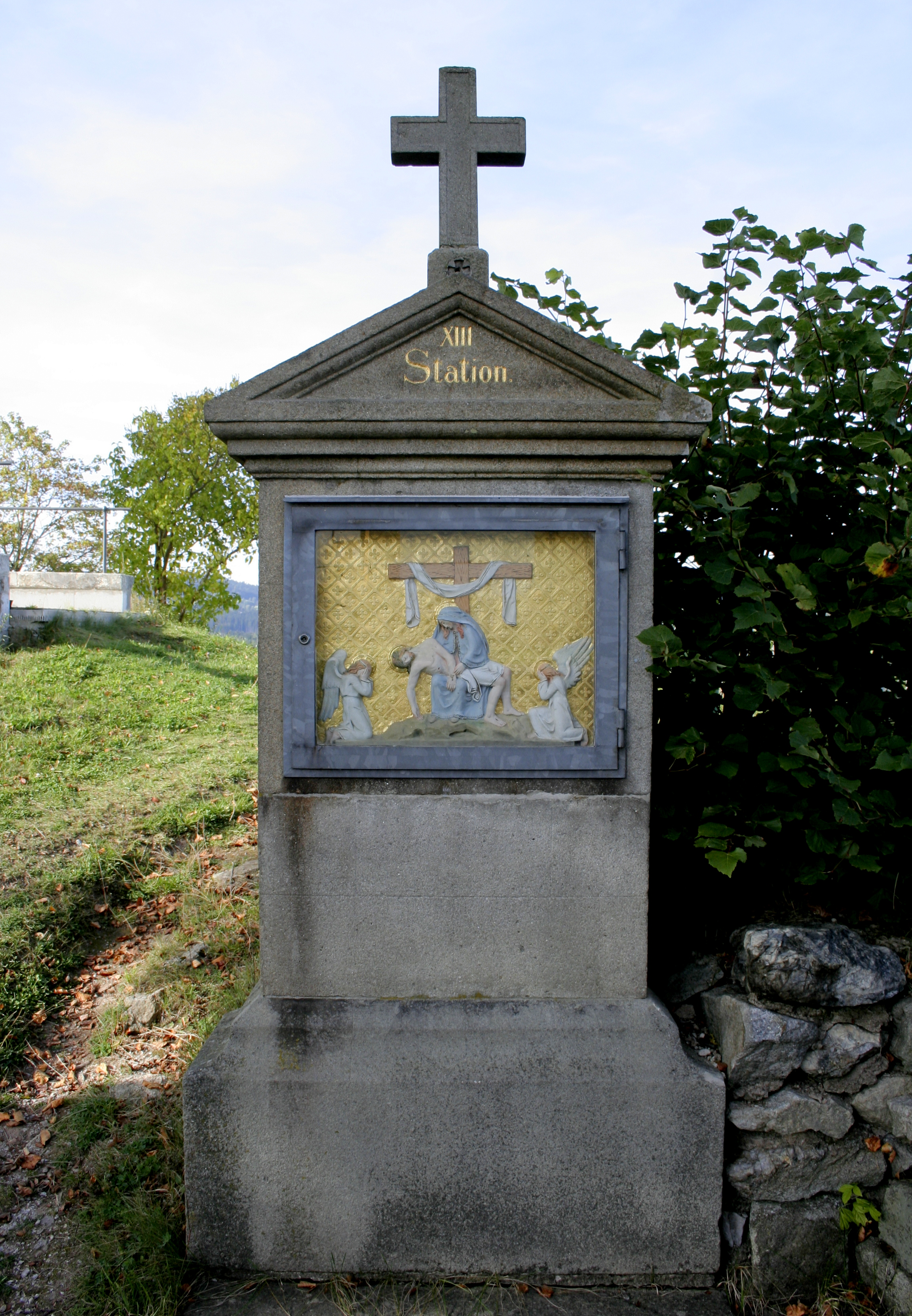
Kreuzwegstation in Pleystein

Der Kreuzweg in der oberpfälzischen Stadt Pleystein führt auf den Kreuzberg und zur Wallfahrtskirche Heiligkreuz.
Die vierzehn Kreuzwegstationen sind 1880 als Ersatz für eine ältere aus der Zeit um 1800 stammende klassizistische Anlage aufgestellt worden. Die farbig gefassten Keramikreliefs sind in eine Ädikula auf einem Stufenpostament eingefügt. Jede Station ist mit einem Kreuz bekrönt. Die Steinmetzarbeiten wurden von K. Schmidt aus Braunetsrieth gemacht, die Reliefbilder wurden von den Gebrüdern Preckel aus Stadtamhof gefertigt. Stadtpfarrer Pater Alfred Blöth ließ den Kreuzweg 1987 renovieren.

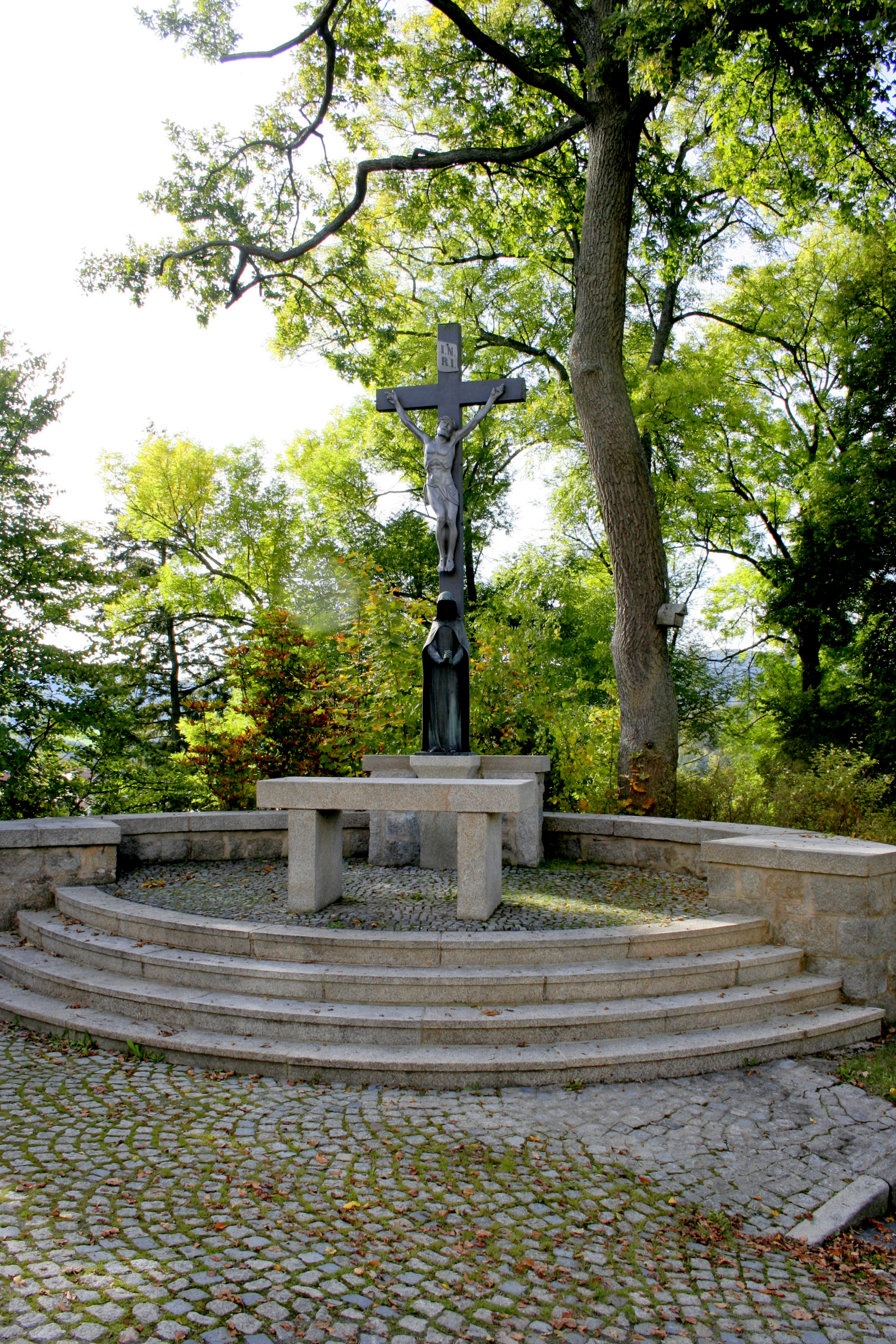
Freialtar als Abschluss des Kreuzweges in Pleystein

1954 kam der Gedanke auf, am Ende des Kreuzweges einen Freialtar zu errichtet. Das Werk wurde auf Anregung von Pater Bartholomäus Lunz unter tätiger Mitwirkung der Bevölkerung umgesetzt; er konnte bereits am 9. Mai 1954 eingeweiht werden. Auf ihm steht ein steinerner Christus am Kreuz, der ursprünglich beim Treppenaufgang zum Berg stand, und darunter die aus Kupfer getriebene Statue der Gottesmutter, ein Werk des Pullacher Künstlers Peter Moser. Der Freialtar wurde zur Abhaltung von Messen auch mit einer Lautsprecheranlage versehen.